# Papierfabrik

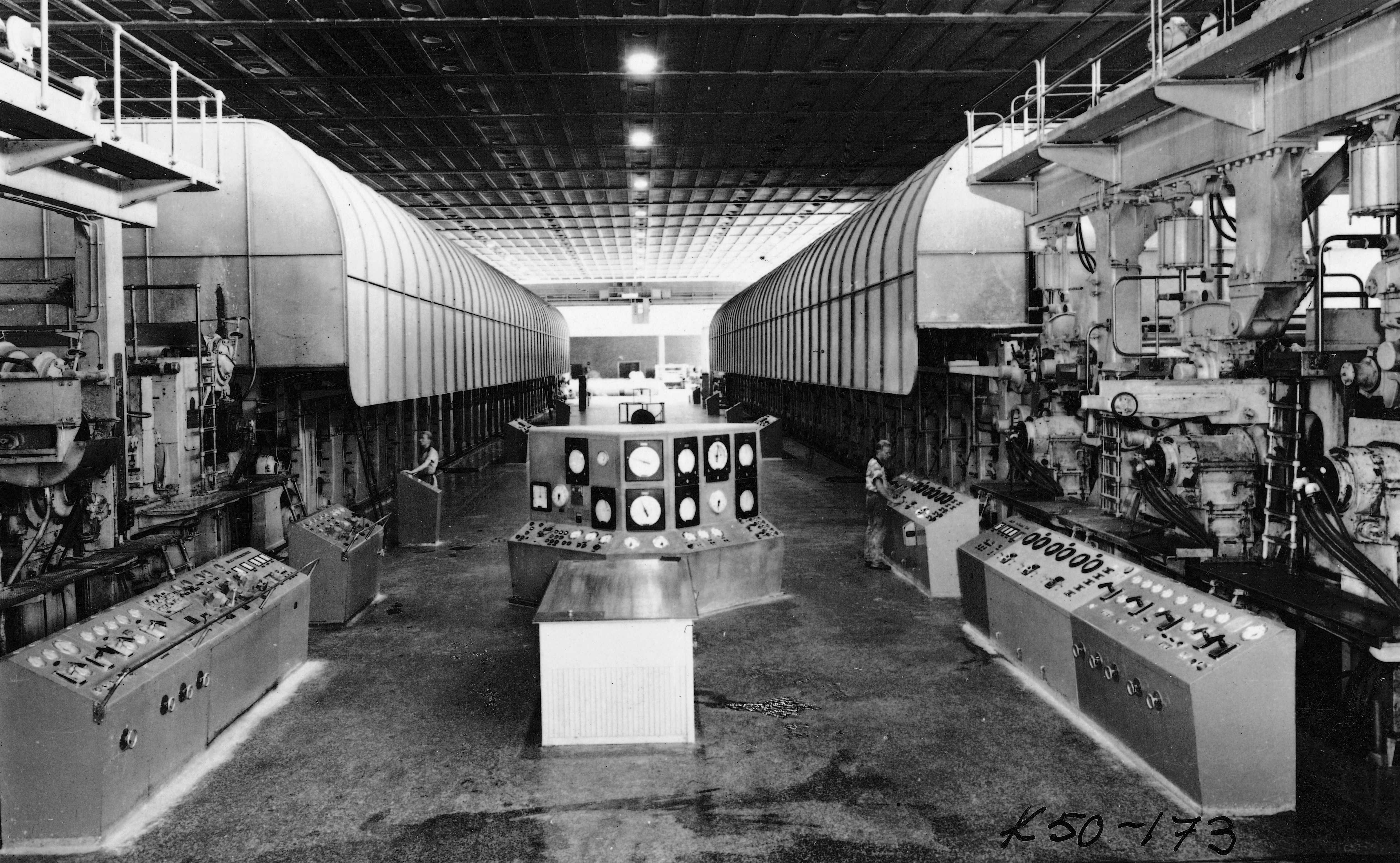
Kaipola Papierfabrik in Jämsä (Finnland), 1956

Eine Papierfabrik ist eine Fabrik, in der eine oder mehrere Papiermaschinen Papier, Karton oder Pappe herstellen.

## Papierfabrik und Papiermühle
Eine Papierfabrik hat mindestens eine Papiermaschine.
In Papiermühlen dagegen siebten früher Papiermacher mit Schöpfrahmensieben dünne Schichten aus Papierbrei aus der Bütte ab; sie pressten und trockneten sie dann.

## Geschichte

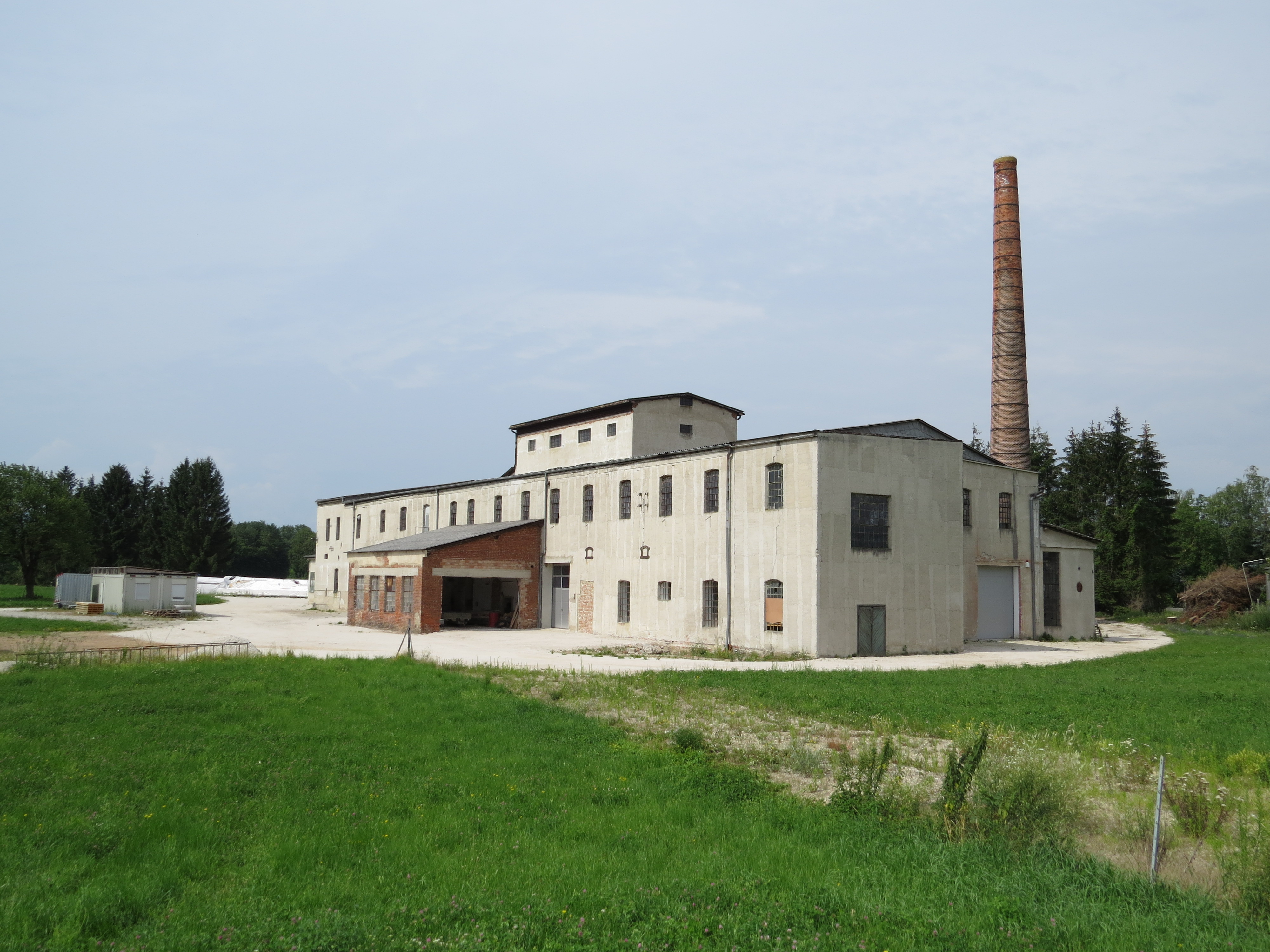
Ehemalige Papierfabrik Mahler OHG in Rennersdorf, Ober-Grafendorf, Österreich, 2018

Die industrielle Produktion von Papier begann im Jahr 1799 mit der Erfindung der Papiermaschine durch den Franzosen Nicholas-Louis Robert. Er hatte 1798 einen funktionsfähigen Prototyp einer Langsiebmaschine konstruiert, die das Schöpfen von einzelnen Blättern ersetzte und die Herstellung einer zusammenhängenden Papierbahn möglich machte.
Für diese Erfindung erhielt er am 18. Januar 1799 das Patent.